# Lavinia Nowak
Lavinia Thelen-Nowak (* 19. Juni 1995 in München) ist eine deutsche Schauspielerin.

## Leben

### Ausbildung
Lavinia Nowak studierte zunächst Germanistik, Philosophie und Fremdsprachen an der Ludwig-Maximilians-Universität München. Ihre Schauspielausbildung erhielt sie von 2016 bis 2020 an der Bayerischen Theaterakademie August Everding. Während ihrer Ausbildung war sie unter anderem 2017 am Residenztheater München in Anbara zu sehen, 2018 in Das blaue blaue Meer am Volkstheater München als Motte und 2020 zusammen mit  she she pop an den Kammerspielen München.

### Theater
Mit der Spielzeit 2020/21 wurde sie unter der Direktion Kay Voges Ensemblemitglied am Volkstheater in Wien, wo sie unter anderem in der Uraufführung von Lydia Haiders Zertretung 1. Kreuz brechen oder Also alle Arschlöcher abschlachten, in Karoline und Kasimir – Noli me tangere des Nature Theater of Oklahoma nach Ödön von Horváth als Karoline, mit dem Monolog Der Termin der Uraufführung des gleichnamigen Romans von Katharina Volckmer, in Faust von  Johann Wolfgang von Goethe als Mephisto als auch in der Shakespearneubearbeitung Rom unter der Regie von Luk Perceval auf der Bühne stand.
Für ihre Darstellung der Nelly in Erniedrigte und Beleidigte nach dem Roman von Fjodor Michailowitsch Dostojewski am Volkstheater wurde sie im Rahmen der Verleihung des Nestroy-Theaterpreises 2022 in der Kategorie Bester Nachwuchs weiblich nominiert. Für ihre Darstellung der Karoline in Karoline und Kasimir – Noli me tangere und ihre Darstellung der Nelly in Erniedrigte und Beleidigte wurde sie 2022 zur Nachwuchsschauspielerin des Jahres der Theater heute nominiert. Im September 2024 spielte sie in der Uraufführung des Stückes Bullet Time – Die Geburt des Kinos aus dem Geiste eines Mörders von Alexander Kerlin über Eadweard Muybridge am Volkstheater Wien dessen Ehefrau Flora. Die Süddeutschen Zeitung schrieb dazu: „Besonders toll: Lavinia Nowak als Flora, die vehement auf ihr Recht auf ein selbstbestimmtes Leben pocht – trotz Ehe.“ Martin Thomas Pesl schrieb in Theater heute: „Lavinia Novaks Flora ist ein faszinierendes Wesen, das immer unnahbarer scheint, je näher die Kamera ihm kommt.“
Zur Spielzeit 2025/26 wechselte Nowak an das Schauspiel Köln.

### Film und Fernsehen
Von 2005 bis 2009 verkörperte sie in der ARD/ORF-Fernsehreihe Familie Sonnenfeld mit Marion Kracht und Helmut Zierl deren Filmtochter Tiffany „Tiffy“ Sonnenfeld. In Episodenrollen war sie beispielsweise in Serien wie SOKO München, Hubert ohne Staller, Reiterhof Wildenstein und Tonio & Julia zu sehen. Im Kinospielfilm Oskars Kleid (2022) von Hüseyin Tabak mit Florian David Fitz spielte sie Rolle der Ramona.
2023 drehte sie für das ZDF unter der Regie von Michaela Kezele den Fernsehfilm Kati – Eine Kür, die bleibt über die Eiskunstläuferin Katarina Witt, in der Nowak die Hauptrolle übernahm.

## Filmografie (Auswahl)
- 2000: Zwei Brüder (Fernsehreihe)
- 2005–2009: Familie Sonnenfeld (Fernsehreihe)
- 2017: Number 85 (Kurzfilm)
- 2019: SOKO München – Ungleiche Brüder (Fernsehserie)
- 2019: Hubert ohne Staller – Eine smarte Dame (Fernsehserie)
- 2019: Reiterhof Wildenstein – Die Pferdeflüsterin (Fernsehreihe)
- 2020: Tonio & Julia – Nesthocker (Fernsehreihe)
- 2022: Oskars Kleid (Kinofilm)
- 2024: Kati – Eine Kür, die bleibt (Fernsehfilm)

## Theaterproduktionen (Auswahl)

### Volkstheater Wien
- 2025: Krankheit oder moderne Frauen (als Carmilla). Von Elfriede Jelinek. Inszenierung: Claudia Bauer
- 2024: Camino Real – Live on Stage Calexico (als Esmeralda, Tochter der Wahrsagerin). Nach Tennessee Williams. Inszenierung: Anna-Sophie Mahler
- 2024: Bullet Time – Die Geburt des Kinos aus dem Geiste eines Mörders (als Flora Muybridge, Retuscheurin). Von  Alexander Kerlin. Inszenierung: Kay Voges
- 2024: Die Angestellten – Ein Visual Poem über Arbeit im 22. Jahrhundert (Ensemble). Von Matthias Seier, Alexander Giesche und Ensemble nach dem Roman von Olga Ravn. Inszenierung: Alexander Giesche
- 2023: Der Diener zweier Herren (als  Beatrice). Von Carlo Goldoni. Inszenierung: Antonio Latella
- 2023: ROM – Titus Coriolanus, Cäsar, Antonius und Cleopatra (als Brutus). Von Julia Jost nach William Shakespeare. Inszenierung: Luk Perceval
- 2023: Die Redaktion (als Sahel). Von Calle Fuhr. Inszenierung: Calle Fuhr
- 2023: Öl! (als Paula Watkins). Nach dem Roman von Upton Sinclair. Inszenierung: Sascha Hawemann
- 2022: Faust (als Mephisto/Gretchen). Von Johann Wolfgang von Goethe. Inszenierung: Kay Voges
- 2022: Der Würgeengel (als Rita). Frei nach dem gleichnamigen Film von Luis Buñuel. Inszenierung: Sebastian Baumgarten
- 2022: Karoline und Kasimir – Noli me tangere (als Karoline). Nach Ödön von Horváth. Inszenierung: Nature Theater of Oklahoma
- 2022: Der Termin (Monolog). Von Matthias Seier und  Laura N. Junghanns nach dem Roman „The Appointment“ von Katharina Volckmer. Inszenierung: Laura N. Junghans
- 2021: Die Politiker (als Politiker). Von Wolfram Lotz. Inszenierung: Kay Voges
- 2021: Zertretung oder alle Arschlöcher abschlachten (Ensemble). Von Lydia Haider. Inszenierung: Kay Voges
- 2021: Erniedrigte und Beleidigte (als Nelly). Nach dem gleichnamigen Roman von Fjodor Dostojewski. Inszenierung: Sascha Hawemann

### Münchner Kammerspiele
- 2020: Kanon. Inszenierung: She She Pop

### Royal Institute for Theater (Brüssel)
- 2019: the other. Inszenierung: Augusto Pedraza[16]

### Volkstheater München
- 2018: Das blaue blaue Meer (als Motte). Von Nis-Momme Stockmann. Inszenierung: Phillip Klose

### Residenztheater München
- 2017: Anbara (als Shafiqua). Von Aliya Khalidi. Inszenierung: Demjan Duran (Im Rahmen des Festivals Welt / Bühne III)

### Akademietheater August Everding (München)
- 2019: Rote Republik (Div. Rollen). Ein dokumentarisches Theaterstück von Christine Umpfenbach. Inszenierung: Christine Umpfenbach
- 2018: Close up (tanzstück). Nach Falk Richter. Inszenierung: Katja Wachter
- 2017: Me – not yet (Solo-Liederabend) Inszenierung: Fritz Rauchbauer
- 2018: Suchers Leidenschaften - students edition: Michel Houellebecq. Inszenierung: Lüder Wilke
- 2017: Nach den Fakten kommt das Nichts (als A.). Von Maike Bouschen und Ensemble. Inszenierung: Maike Bouschen
- 2017: Der Wolf und die sieben Geißlein: Jetzt wird abgemäääht! (als Kowalski). Nach dem Märchen der Brüder Grimm. Inszenierung: David Shiner

### Rationaltheater München
- 2016: Das Duell (als Nadeshda Fjodorowna). Von  nach Anton Pawlowitsch Tschechow. Inszenierung: Danijel Szeredy/Alena Friedrich-Vaida (Kooperation mit dem Haus der kleinen Künste e.V.)

### Bellevue di Monaco (München)
- 2016: Infra Boyce (als Lavinia). Performance. Inszenierung: Paul Huf/Lars Mentrup

## Hörspiele (Auswahl)
- 2019: Wolfgang Herrndorf: Bilder deiner großen Liebe – Regie: Sebastian Stern – Bayerischer Rundfunk[17]
- 2024 Olivia Axel Scheucher, Nick Romeo Reimann: Whistleblower – Regie: Olivia Axel Scheucher – Ö1 ORF